# Плейнс (Техас)
Плейнс (англ. Plains) — город в США, расположенный в северо-западной части штата Техас, административный центр округа Йокум. По данным переписи за 2010 год число жителей составлял 1481 человек, по оценке Бюро переписи США в 2016 году в городе проживало 1599 человек.

## История
Первыми поселенцами, заявившими права на землю, где располагается нынешний город являлась семья Миллер. В 1905 году в регион переехала семья У. Дж. Луна, который основал город и назвал его Плейнс. Луна открыл первый магазин в городе и почтовое отделение в 1906 году. В 1907 году при создании округа Йокум, Плейнс стал административным центром. Луна пожертвовал по участку земли каждому, проголосовавшему за город.
В 1910 году начался выпуск первой газеты Yoakum County News, к 1922 году в городе работали аптека, два магазина, офис продаж недвижимости. В 1936 году в регионе обнаружили нефтяное месторождение, с тех пор основные доходы города связаны с нефтедобычей и сельским хозяйством.

## География
Плейнс находится в центральной части округа, его координаты: 33°11′23″ с. ш. 102°49′38″ з. д..
Согласно данным бюро переписи США, площадь города составляет около 2,6 км2, полностью занятых сушей.

### Климат
Согласно классификации климатов Кёппена, в Плейнсе преобладает семиаридный климат умеренных широт (BSk).
| Показатель                | Янв.  | Фев.  | Март  | Апр. | Май  | Июнь | Июль | Авг. | Сен. | Окт. | Нояб. | Дек. | Год   |
| ------------------------- | ----- | ----- | ----- | ---- | ---- | ---- | ---- | ---- | ---- | ---- | ----- | ---- | ----- |
| Абсолютный максимум, °C   | 27,8  | 29,4  | 35    | 36,7 | 41,7 | 43,9 | 42,8 | 41,1 | 39,4 | 37,8 | 30,6  | 26,7 | 43,9  |
| Средний максимум, °C      | 12,2  | 14,7  | 18,9  | 24,2 | 28,7 | 32,7 | 33,5 | 32,8 | 29,3 | 24,3 | 17,7  | 13,3 | 23,6  |
| Средняя температура, °C   | 3,9   | 6,1   | 9,9   | 14,9 | 20   | 24,4 | 25,7 | 24,9 | 21,3 | 15,7 | 8,9   | 4,8  | 15,1  |
| Средний минимум, °C       | −4,5  | −2,7  | 0,9   | 5,8  | 11,3 | 16   | 17,8 | 17   | 13,3 | 7    | 0,2   | −3,7 | 6,6   |
| Абсолютный минимум, °C    | −24,4 | −24,4 | −15,6 | −8,9 | −3,9 | 5,6  | 10   | 9,4  | 1,1  | −7,8 | −18,9 | −20  | −24,4 |
| Норма осадков, мм         | 12    | 16    | 19    | 24   | 52   | 56   | 62   | 64   | 57   | 39   | 15    | 15   | 431   |
| Источник: weatherbase.com |       |       |       |      |      |      |      |      |      |      |       |      |       |

## Население
Согласно переписи населения 2010 года в городе проживал 1481 человек, было 508 домохозяйств и 402 семьи. Расовый состав города: 75,4 % — белые, 0,0 % — афроамериканцы, 0,6 % — коренные жители США, 0,0 % — азиаты, 0,0 % (0 человек) — жители Гавайев или Океании, 21,1 % — другие расы, 2,9 % — две и более расы. Число испаноязычных жителей любых рас составило 58,1 %.
Из 508 домохозяйств, в 45,3 % живут дети младше 18 лет. 65,7 % домохозяйств представляли собой совместно проживающие супружеские пары (31,3 % с детьми младше 18 лет), в 10 % домохозяйств женщины проживали без мужей, в 3,3 % домохозяйств мужчины проживали без жён, 20,9 % домохозяйств не являлись семьями. В 18,5 % домохозяйств проживал только один человек, 8,9 % составляли одинокие пожилые люди (старше 65 лет). Средний размер домохозяйства составлял 2,92. Средний размер семьи — 3,33 человека.
Население города по возрастному диапазону распределилось следующим образом: 34,1 % — жители младше 20 лет, 22,2 % находятся в возрасте от 20 до 39, 31,9 % — от 40 до 64, 12 % — 65 лет и старше. Средний возраст составляет 34,6 года.
Согласно данным опросов пяти лет с 2012 по 2016 годы, средний доход домохозяйства в Плейнсе составляет 56 213 долларов США в год, средний доход семьи — 60 463 доллара. Доход на душу населения в городе составляет 22 350 долларов. Около 12,4 % семей и 16,5 % населения находятся за чертой бедности. В том числе 26,2 % в возрасте до 18 лет и 16,4 % в возрасте 65 и старше.

## Местное управление
Управление городом осуществляется мэром и городским советом, состоящим из пяти человек.
Другими важными должностями, на которые происходит наём сотрудников, являются:
- Городской секретарь
- Городской администратор

## Инфраструктура и транспорт
Основными автомагистралями, проходящими через Плейнс, являются:
- автомагистраль 82 США идёт с востока от Браунфилда на юго-запад к Ловингтону, штат Нью-Мексико.
- автомагистраль 380 США идёт с востока от Браунфилда на запад к Розуэллу, Нью-Мексико.
- автомагистраль 214 штата Техас идёт с севера от Мортона на юг к Семинолу.

В городе располагается аэропорт округа Йокум. Аэропорт располагает двумя взлётно-посадочными полосами длиной 1524 и 1196 метров. Ближайшим аэропортом, выполняющим коммерческие рейсы, является аэропорт округа Лиа в Хобсе, Нью-Мексико. Аэропорт находится примерно в 80 километрах к юго-западу от Плейнса.

## Образование
Город обслуживается независимым школьным округом Плейнс.

## Отдых и развлечения
В первую субботу августа в Плейнсе проходит родео, а в выходные недели Дня труда проходит ярмарка арбузов, выращиваемых в регионе.